# Hokkaido (perro)
El Hokkaido (北海道犬 Hokkaidō-ken?, o Hokkaidō-inu) es una raza de perro, también conocida bajo los nombres de Ainu-ken, Seta y Shita. En Japón, su nombre se acorta a Dō-ken. El Hokkaido es originario de la prefectura hómonima de aquel país.

## Apariencia
La raza tiene un tamaño mediano y orejas pequeñas, triangulares y verticales. Los pequeños ojos tienen un creciente perfil triangular. El Hokkaido tiene una capa de pelaje largo y duro, y una segunda capa más corta y suave. Se pueden encontrar animales de varios colores, entre los que se incluyen rojo, blanco, negro, tigre, sésamo y gris lobo. Los machos tienen, generalmente, 49 cm de alto y las hembras son un poco más bajas, con un peso alrededor de los 20 kg.

## Temperamento
La raza es conocida por su fidelidad hacia su amo, su valentía y su habilidad para soportar el frío, entre otros rasgos. Tienen un sentido de orientación innato y, por lo tanto, pueden regresar hacia su amo, sin importar cuan grande sea la distancia. Esta raza tiene la capacidad inusual de luchar contra el oso pardo de Hokkaido, o Higuma, para proteger a su dueño. La forma en que logran esto es montándose en el cuello del oso y hundiendo sus incisivos superiores e inferiores llenos de fuerza dentro de la dorsal del cuello del oso, hasta que este se retire. A pesar de su larga historia como una especie trabajadora, el Hokkaido combina los roles de mascota y de cazador. Esta raza no debería poder correr libre alrededor de otros animales. Son buenos con los niños si fueron criados con ellos desde que son cachorros. Estos perros no son recomendados para la vida de apartamento. Son moderadamente activos y se sentirán mejor en un patio más grande.

## Salud
Estos animales llegan a vivir, comúnmente, quince años.

## Historia
Se cree que los Hokkaido tienen su origen en los Matagi-Ken, una raza traída por los Ainu desde la región de Tōhoku en el período Jōmon. Posteriormente, los Yayoi trajeron una raza distinta a Tōhoku, pero el aislamiento de Hokkaido derivó en que esta línea de perros Jōmon tuvieran una menor influencia por parte de los Yayoi. En 1869, el zoólogo inglés Thomas W. Blankiston le dio a la raza el nombre de Hokkaido.
La raza fue muy útil en la búsqueda de sobrevivientes en una expedición de la armada que había quedado atrapada en una fuerte nevada, cuando estaban cruzando las Montañas Hakkōda de la Prefectura de Aomori, en 1902. En 1937, el Ministerio de Educación designó a la raza como monumento natural, nombrándola oficialmente con el nombre de Hokkaidō-inu.